# Метрополитен Франкфурта-на-Майне
Метрополите́н Фра́нкфурта-на-Ма́йне (нем. U-Bahn Frankfurt) — состоящая из девяти линий единая система метрополитена (линии U1, U2, U3, U8, U9) и скоростного подземного трамвая (линии U4, U5, U6, U7).
Скоростной трамвай в ряде мест проходит под землёй, в ряде мест обособлен от остального потока машин, а на линии U5 до сих пор сохраняется участок, где рельсы проложены на совмещённом полотне и высадка на двух «станциях» производится прямо на проезжую часть. В центральной части города все линии подземные, на окраине города линии выходят наружу, и поезда движутся по улицам города. Линии (уже наземные) выходят также за пределы Франкфурта в города Бад-Хомбург (U2) и Оберурзель (U3).
Работой системы управляет организация VGF (нем. Stadtwerke Verkehrsgesellschaft Frankfurt am Main mbH).
Линии делятся на четыре группы: Группа A (U1 , U2, U3), Группа B/D (U4, U5), Группа С (U6, U7) и Группа D (U8, U9). Линии каждой группы сходятся вместе на подземном участке в центре города, и расходятся на окраинах. Всего в сети метрополитена 27 подземных и 60 наземных станций. Общая длина линий составляет более 60 км. Пассажиропоток в 2008 году составил 112 миллионов пассажиров.
Система имеет несколько гейтов с линиями городского трамвая. На линиях U4, U5, U6, U7 используются такие же вагоны, что и на городском трамвае. При этом на линиях U4 и U7 используются ещё и вагоны обычного метро, а на линиях U5 и U6 только вагоны трамваев.

## Линии
Сейчас Франкфуртское метро насчитывает 9 линий.

### Начальные и конечные станции
| Линия | Путь                                                  |
| ----- | ----------------------------------------------------- |
| U1    | Гиннхайм ↔ Южный вокзал                               |
| U2    | Гонценхайм ↔ Южный вокзал                             |
| U3    | Хоэмарк ↔ Южный вокзал                                |
| U4    | Энкхайм ↔ Бокенхаймский ждать                         |
| U5    | Пройнгесхайм ↔ Центральный вокзал Франкфурта-на Майне |
| U6    | Улица Армии ↔ Восточный вокзал                        |
| U7    | Хаусен ↔ Энкхайм                                      |
| U8    | Ридберг ↔ Южный вокзал                                |
| U9    | Гиннхайм (станция метро) ↔ Нидер-Эшбах                |

### Линии по группам
| Группа линий | Линии    | Начало эксплуатации | Длина                   | Количество станций |
| ------------ | -------- | ------------------- | ----------------------- | ------------------ |
| Группа «А»   | U1 U2 U3 | 1968 до 1984        | 12,4 км 16,7 км 19,4 км | 20 21 28           |
| Группа «B»   | U4 U5    | 1974 до 2008        | 11,2 км 7,8 км          | 15 16              |
| Группа «C»   | U6 U7    | 1986 до 1999        | 7,7 км 11,9 км          | 15 20              |
| Группа «D»   | U8 U9    | 1968 до 2010        | 12,3 км 10,3 км         | 19 12              |

## Оплата проезда
Транспортная система Франкфурта разделена на тарифные зоны, от которых зависит цена билета. Стоимость единоразового билета в центральной части города — € 2.75 и  € 5.10 включая поездку в зону аэропорта Франкфурта. Для поездок до 2 км в центральной части Франкфурта существует билет за € 1.50. Также в продаже есть билеты на 1 день за € 5.35 (включая аэропорт € 9.95), на 1 неделю – € 26.80, на 1 месяц – € 93.10. Кроме того существуют групповые билеты на 1 день для пяти человек за € 11.50 (включая аэропорт € 16.95). Для удобства туристов предлагаются карты Frankfurt Card со сроком действия 1 или 2 дня, которые дают право на неограниченный проезд в общественном транспорте и скидки до 50% на посещение местных достопримечательностей, кафе, ресторанов и экскурсий. Стоимость карты на один день - € 11.50, на два дня - € 17.00. Карта для группы туристов до 5 человек обойдется в € 24.00 за один день и в € 34.00 за два дня.  